# Harry Gardiner
Harry H. Gardiner, né vers 1871 et mort à une date inconnue après 1927, est un grimpeur urbain américain connu sous le nom de Human Fly, la Mouche humaine.
À partir de 1905, il a gravi plus de 700 bâtiments en Europe, au Canada et aux États-Unis, vêtu en habits de ville. Ses performances, accomplies sans équipement de sécurité, attiraient de larges foules. Son ascension du World Herald building à Omaha en décembre 1916 réunit 30 000 personnes ; le sommet de sa popularité est atteint en octobre 1916 à Detroit où 150 000 personnes assistent à son escalade du Majestic Building.
Harry Gardiner rapporte que son surnom lui aurait été donné par le président américain Grover Cleveland alors qu'il gravissait une hampe de drapeau de 48 mètres de haut au General Grant National Memorial à New York.
Ses exploits inspirèrent d'autres grimpeurs urbains, mais les accidents qui suivirent conduisirent la ville de New York à interdire, en 1922, l'escalade des gratte-ciel sur son territoire.
On perd la trace de Gardiner à la fin des années 1920. Un homme découvert mort au pied de la Tour Eiffel dans les années 1930 aurait correspondu à sa description.

## Quelques escalades (liste non exhaustive)

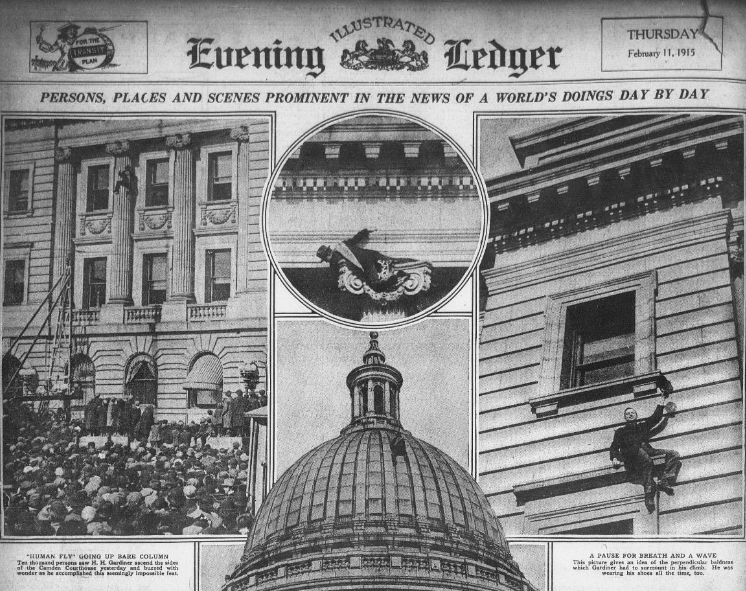
11 février 1915 : escalade du City Court Building, Camden.

- 1910 : New York, escalade de l'hôtel McAlpin[3].
- en 1915, il faillit se tuer lors de l'escalade du Capitole de l'État de Caroline du Sud à Columbia, se cassant plusieurs côtes après une chute de 15 mètres. Il retente l'ascension du bâtiment en 1922, avec succès[4].
- juin 1916 : Omaha, escalade du Omaha World-Herald Building[6].
- août 1916 : Duluth, escalade du Torrey Building.
- été 1916 : escalade de deux bâtiments à Grand Rapids[4].
- octobre 1916 : Detroit, escalade du Majestic Building (en)[7].
- 1918 : Boston, escalade du Lawrence Building, pour une collecte de fonds de la Croix-Rouge[3].
- mars 1918 : Houston, escalade du bâtiment du Houston Chronicle[5].
- octobre 1918 : Vancouver, escalade du World Building (aujourd'hui Sun Tower (en))[8].
- novembre 1918 : Vancouver, escalade du Tower Building[9].
- novembre 1918 : Hamilton, escalade du bâtiment de la Bank of Hamilton en commémoration de la fin de la Première Guerre mondiale[10]. Lors de son ascension, il fait une pause, s'introduit dans le bâtiment par une fenêtre et souscrit une police d'assurance[4].
- 1925 : escalade du Princess Martha Hotel à St. Petersburg en Floride[4].
- mai 1926 : Asheville, escalade du Flatiron Building (en) au profit d'une collecte pour l'hôpital des anciens combattants de la Première Guerre mondiale[11].
- janvier 1927 :  Huntington, escalade du Coal Exchange Building[12].
- janvier 1927 : Logan escalade de la Logan County Courthouse et du Pioneer Hotel[13].